# Boldogság

A smiley a boldogság egyik legismertebb szimbóluma

A boldogság pozitív érzelmekkel jellemezhető mentális állapot, amely a megelégedettségtől az egészen intenzív örömérzésig terjedhet. A boldogságnak, mint a legtöbb alapvető emberi érzelemnek, számos biológiai, pszichológiai, vallási és filozófiai magyarázata, megközelítése létezik, amelyek megkísérlik definiálni magát a boldogságot, illetve iránymutatást adni arra, hogy érhetjük el vagy honnan ered.
Mások szerint a boldogság a valóságunk és a ránk bízott küldetésünk metszete.
Az ENSZ március 20-át határozta meg a Boldogság Világnapjaként, ezzel megerősítve a jólét és a boldogság fontosságát.

„A boldogság egy olyan ideális állapot, amelyre bár vágyunk, mégsem tudjuk meghatározni, hiszen magában foglalja életünk minden oldalát és ezzel emberi teljességünket.”

– Delia Steinberg Guzmán, www.ujakropolisz.hu/

## Meghatározás
A pozitív pszichológia tudományos alapon igyekszik megközelíteni a boldogságot és igyekszik megválaszolni azokat a kérdéseket, hogy mi a boldogság és hogyan lehet elérni.
A filozófusok és a vallások gyakran az életminőség felől közelítik meg a boldogságot, miszerint a boldogság előidézője a jó élet, az anyagi bőség és nem veszik figyelembe az érzelmi vonatkozásokat. Ez lényegében az antik görög filozófusok tanainak átvétele – a görög eudaemonia (εὐδαιμονία) szót, amely az ókori etikai gondolkodás egyik alapfogalma leggyakrabban "boldogság"-ként fordítják, de jólétként és áldott állapotként is le lehet fordítani.
A boldogságot közgazdasági vonatkozásban is lehet értelmezni, mint a különböző intézkedések sikerességének fokmérője.
A "boldogság" jelentésbeli és használatbéli vita tárgyát képezi, ahogyan arról is vitatkoznak, hogy ezt hogyan értelmezi a kultúra.
A szót leginkább két tényezővel kapcsolatban szokás használni:
- egy érzelem jelenlegi tapasztalása, mint amilyen az öröm is; vagy egy általánosabb érzést, mint egészként értelmezett érzelmi feltételt.[13] Daniel Kahneman például úgy határozta meg a boldogságot, mint amit "'itt és most tapasztalok'".[14] Ez az értelmezési mód elterjedt a boldogság szótári meghatározásai között.[15][16][17]
- megelégedettség az élettel, mint életminőség.[18] Ruut Veenhoven például úgy határozta meg a boldogságot, mint "átfogó elégedettséget az egyén éltének teljességével."[11]:2[19] Kahneman azt mondta, ez fontosabb az embereknek, mint a jelenlegi tapasztalat.[20][21][22]

Néha ezt a két tényezőt együtt használják. A szubjektív jól-lét (swb – Subjective Well-Being) magába foglalja a jelen tapasztalat mérését (érzelmet és hangulatot) és az élettel való elégedettséget. Sonja Lyubomirsky például úgy írta le a boldogságot, mint "öröm tapasztalását, elégedettséget, vagy pozitív jól-létet, azzal az érzéssel kombinálva, hogy az egyén élete jó, értelmes és élni érdemes." Xavier Landes úgy értelmezte, hogy a boldogság magában foglalja a szubjektív jóllétet, a hangulatot and eudaimoniát.
Ezek a különféle használati módok különféle eredményekhez vezetnek. míg a Skandináv országok rendszeresen elöl szerepelnek az swb-kérdőívek alapján, a dél-amerikai országok magasabb pontszámot érnek el az érzés-alapú jelenlegi pozitív élettapasztalat mérései alapján.
A boldogság kifejezést értelmezése erősen függ a szövegkörnyezettől, ami miatt ez egy többértelmű és homályos kifejezés.
További problémát jelent, hogy mikor történik a mérés; az elégedettség vagy boldogságérzés szintje eltér ha azt rögtön a tapasztaláskor, vagy emlékezés alapján később rögzítik.
A kifejezés némely használója elfogadja ezeket a problémákat, de továbbra is használja a szót, mivel annak meggyőző ereje van.

## Mérése

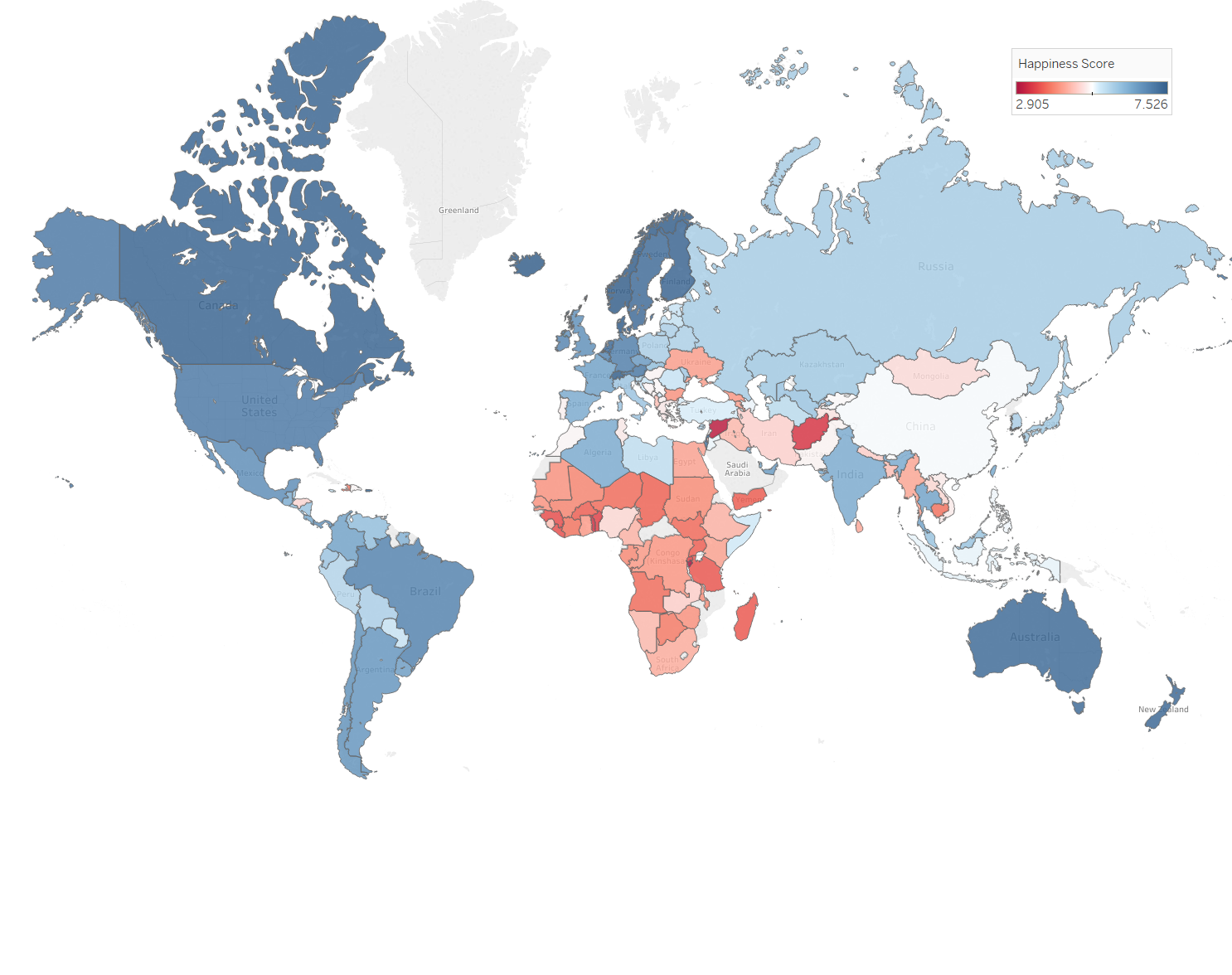
A világ boldogságszintje a World Happiness Report alapján (2016).

Az emberek évszázadok óta próbálják mérni a boldogságot. 1780-ban, az angol haszonelvű filozófus Jeremy Bentham azt állította, hogy a boldogság az emberek elsődleges célja, és ezt mérni kell ahhoz, hogy tudjuk, hogy egy kormány milyen jól teljesít.
A boldogságot manapság általában bevallási alapon kérdőívekkel mérik. Az egyéni bevallás viszont kognitív részrehajlással és egyéb hibákkal járhat, mint például a tetőpont alapján történő megítélés. A tanulmányok azt mutatják, hogy az érzelmi memória pontatlan tud lenni. Az érzelmi előrejelzésekre vonatkozó kutatás pedig azt mutatja, hogy az emberek gyengén képesek megjósolni a jövendőbeli érzéseiket, ebbe beleértve azt is, hogy ők milyen boldogok fognak lenni.
A boldogsággal foglalkozó közgazdászok, nem igazán törődnek a filozófiai és metodológiai problémákkal, amit a boldogság témája felvet, és továbbra is kérdőíveket használnak arra, hogy lemérjék a népességek átlagboldogságát.
A boldogság mérésére több mutató is készült:
- A Szubjektív Boldogság Skála (Subjective Happiness Scale) (SHS) egy négy részből álló mutató, ami az emberi szubjektív boldogságot 1999 óta méri. Ez a mérce megköveteli a résztvevőktől, hogy abszolút értelemben minősítsék, hogy ők boldogok vagy boldogtalanok, ahogyan azt is megkérdi, mennyire képesek azonosulni boldog vagy boldogtalan emberek leírásával.[38][39]
- A Pozitív és Negatív Viszonyulás Ütemterv (Positive and Negative Affect Schedule) (PANAS) 1988-tól létezik, és ez egy 20-részes kérdőív, amelynek ötpontos Likert-skálája van (1 – nagyon kicsit, vagy egyáltalán nem, 5 – szélsőségesen), és a személyiségjegyek és pozitív és negatív viszonyilások közötti kapcsolatot kutatja "ebben a pillanatban, az elmúlt pár napban, az elmúlt héten, az elmúlt néhány héten és általánosságban".[40] Ennek a skálának egy hosszabb verziója is megjelent 1994-ben, hozzáadott viszonyulási skálákkal.[41]
- Az Élettel való Elégedettség Skála (Satisfaction with Life Scale) (SWLS) egy globális kognitív életelégedettség-mérés, amit Ed Diener fejlesztett ki. Egy hétpontos Likert-skálát használ arra, hogy egyetértsünk öt állítással az életünkkel kapcsolatban.[42][43]
- A Cantril Létra Módszer (Cantril ladder method)[44] az, amit a Világboldogsági Kimutatásban (World Happiness Report) használnak. A válaszadókat arra kérik, hogy egy létrára gondoljanak, ahol a legjobb élet, ami lehetséges számukra az a 10-es, és a legrosszabb élet amit élhetnének a 0. Ekkor arra kérik őket, hogy értékeljék a jelenlegi életüket egy 0-10-ig tartó skálán.[44][45]
- A Pozitív Tapasztalat (Positive Experience) az a felmérés, amit a Gallup használ, és azt kérdi, hogy az előző napon az emberek tapasztaltak-e örömöt, sok nevetést, kipihentek voltak-e, tisztelettel bántak-e velük, tanultak-e valamit, vagy tettek-e valami érdekeset. A top 10 ország közül 9 2018-ban dél-amerikai volt, amit Paraguay és Panama vezetett. Az országok pontjai 85-től 43-ig változhatnak.[46]

2012 óta Világboldogsági Kimutatás (World Happiness Report) jelenik meg. A boldogságot értékelik, mint "milyen boldog volt az életével, mint egésszel?" és érzelmi kimutatást is végez, mint "milyen boldog Ön most?", és az emberek úgy tűnik képesek az ilyen szövegösszefüggésben megfelelően használni a boldogság kifejezést. Az ilyen mérések használatával a kimutatás azonosítja a legmagasabb boldogsággal működő országokat. A szubjektív jól-léti mérések során az elsődleges különbségtétel a kognitív életértékelés között és az érzelmi kimutatás között történik. U
Az Egyesült Királyság a nemzeti jóllétet 2012-ben kezdte mérni, követve Bhutánt, aki már mérte előtte is (bruttó nemzeti boldogság).
A tudományos közgazdászok és a nemzetközi gazdasági szervezetek arról vitatkoznak, hogy többdimenziós mércéket kellene felállítani, amit a szubjektív és objektív mérőszámokat kombinálják és közvetlenebb és a valóságot jobban tükröző mérését alkossák meg ezzel az emberi jólétnek. Sok különböző tényező segíti a felnőtt jólétet, és a boldogság csak részben tükrözi a jelenlévő erősebb kényszereket, fair viszonyulásokat, autonómiát, közösséget és tevékenységeket, amik kulcsvonatkozásai az ember boldogságának és jólétének az egész élete során. Habár ezek a tényezők szerepet látnak el a boldogságérzetünkben, nem kell mindegyiküknek párhuzamosan fejlődnie ahhoz, hogy növekedést tapasztaljunk a boldogságérzetünkben.
A boldogság az idő során egész stabilnak látszik.

## Filozófia

### Az erkölccsel való kapcsolata
A boldogság filozófiáját gyakran együtt tárgyalják az etikával. A hagyományos európai közösségek a görögöktől és keresztényektől örökölték ezt, hogy a boldogságot gyakran az erkölccsel kapcsolják össze, ami bizonyos szereppel bírt bizonyos közösségi életben.
Az erkölcsfilozófiában a boldogság még mindig nehéz téma. Az erkölcsfilozófia története során váltakoztak az olyan nézetek, miszerint az erkölcsi tettek következményei boldogsághoz vezetnek, és azok a nézetek, amik szerint az erkölcsnek semmi köze nincs a boldogsághoz.
Az erkölcs és a boldogság kapcsolatát a pszichológia változatos módokon keresztül tanulmányozta. Az empirikus kutatás azt sugallja, hogy a laikusok véleménye egy személy boldogságáról függ annak az embernek az erkölcsi megítélésétől, ami azt sugallja, hogy mások boldogságának megítélése erkölcsi megítéléssel is együtt jár. Nagyléptékű kutatás támasztja azt alá, hogy a pro-szociális viselkedés növelheti a boldogságérzetet.

### Etika
Az etika szól arról, hogy az embereknek hogyan kellene viselkedniük, vagy egyénileg vagy közösségekben, az ilyen viselkedés pedig boldogsággal jár együtt. A haszonelvűség hirdetői, mint például John Stuart Mill és Jeremy Bentham, a legnagyobb boldogság alapelvét hirdették, mint egy iránymutatást az etikus viselkedés alapjául. Ennek a nézetnek legfőbb kritikusai Thomas Carlyle, Ferdinand Tönnies voltak és további mások a német filozófiai hagyományból.

### Arisztotelész
Arisztotelész az eudaimonia kifejezést az emberi gondolatok és cselekedetek céljaként írja le. Az eudaimoniát gyakran boldogságként fordítják, de némely tudósok úgy tartják az "emberi virágzás" pontosabb fordítást jelent. Arisztotelész a kifejezést a Nikomakhoszi etika című művében még inkább kiterjeszti a boldogság általános értelmezésén is túlra.
A Nikomakhoszi etikában, amit i. e. 350 körül írt, Arisztotelész kijelenti, hogy a boldogság (és a jól lét és a jól cselekvés) az egyetlen dolog, amit az emberek a saját érdekük miatt akarnak elérni, a gazdagságtól, az elismeréstől, az egészségtől és a barátságtól eltérően. Megfigyelte, hogy az emberek a gazdagságot, elismerést, egészséget nem csak önmagukért keresik, hanem azért is, hogy boldogok legyenek. Arisztotelész számára az eudaimonia kifejezés, amit 'boldogságként' vagy 'virágzásként' fordíthatunk, inkább egy cselekedet, mint egy érzelem vagy állapot. Az eudaimonia (görögül: εὐδαιμονία) egy klasszikus görög szó, amit az "eu" ("jó" vagy "jól-lét") és a "daimōn" ("szellem" vagy "kisebb istenség") szóból áll, és kiterjesztve az egyén vagyonát vagy szerencséjét is jelenti. Így értve a boldog élet a jó élet, amiben az ember kiváló módon betölti az emberi természetét.
Arisztotelész konkrétan úgy érvelt, hogy a jó élet az, aminek kiváló értelmi aktivitása van. Erre az érvre az úgynevezett "funkciós érvvel" jutott. Alapvetően, ha ez igaz, akkor minden egyes élő lénynek van egy funkciója, amit ő egyedien csinál. Arisztotelész számára az emberi funkció az értelem, mert ez az, amit az emberek egyedien használnak. És az egyén funkcióját jól művelni, vagy kiválóan művelni az jó. Arisztotelész szerint a kiválóan művelt értelmiségi élet a boldog élet. Arisztotelész úgy érvelt, hogy a második legjobb az életben az erkölcsi erényt megvalósító élet azok részére, akik nem tudnak kiváló értelmiségi életet élni.
Arisztotelész kulcskérdése, amire a választ keresi, hogy végtére is „mi az emberi létezés végső értelme”? Sok ember az örömöket, az egészséget és a jó megítélést keresi. Igaz, hogy ezeknek értéke van, de semelyik sem foglalhatja el a legfőbb jó helyét, amire az emberiség törekszik. Úgy tűnhet, hogy minden javak eszközül szolgálnak a boldogság elérésére, de Arisztotelész azt mondta, hogy a boldogság az önmagában is cél.

### Nietzsche
Friedrich Nietzsche az angol haszonelvűeket kritizálta, akik a legnagyobb boldogságra törekedtek. Az ő mondása volt, hogy "az ember nem törekszik boldogságra, hanem csak az angolok törekednek". Nietzsche ezt úgy értette, hogy a boldogság, mint valaki létezésének végső célja, a szavaival élve "megvethetővé" teszi az embert. Nietzsche ehelyett egy olyan kultúrára sóvárgott, ami nehezebb, magasabb célokat tűz ki, mint a "puszta boldogság". Bemutatta az "utolsó ember" kvázi-disztópikus gondolatkísérleti figuráját a haszonelvűek és a boldogságkeresők ellenében.
Ezek a kicsi "utolsó emberek" akik csak a saját boldogságukat és egészségüket keresik, elkerülnek minden veszélyt, erőfeszítést, nehézséget, kihívást, szenvedést megvetendőek Nietzsche olvasója számára. Nietzsche ehelyett azt szeretné, ha értékelnénk azt, ami nehéz, amit csak szenvedésen és fájdalmon keresztül lehet elérni, és hogy meglássuk az értékét annak, amikor valaki szenved és a boldogtalanság valóban részt vállal abban, hogy valaki nagy értéket teremt az életében, beleértve az emberi kultúra és nem kevésbé a filozófia vívmányait.

## Kiváltó okok és elérési módok
A boldogság elérésének elméletei magában foglalják a "váratlan pozitív eseményekkel való találkozást", "járni egy számunkra fontos párral", és a "mások dicséretében és elfogadásában való sütkérezést" .
Mások úgy hiszik, hogy a boldogság nem csupán külső, pillanatnyi élvezetek eredménye.
A pozitív pszichológia, a jól-lét, az eudaimonia és a boldogság kutatásai és Diener, Ryff, Keyes és Seligmann elméletei széleskörű témákat lefednek, beleértve az élet "biológiai, személyes, kapcsolati, intézményesített, kulturális, és globális dimenzióit". George Vaillant pszichiáter és a Harvard Egyetem felnőtt fejlődéssel foglalkozó igazgatója úgy találta, hogy azok akik a legboldogabbak és a legegészségesebbek voltak, erős interperszonális kapcsolatokról számoltak be. A kutatás azt mutatta, hogy a megfelelő alvás is hozzájárul a jóléthez. A jó mentális egészség és a jó kapcsolatok jobban segítik a boldogságérzetünket, mint a bevételünk. 2018-ban Laurie R. Santos kurzusa, amit "Pszichológia és a jó élet" címmel hirdetett meg, a Yale Egyetem legnépszerűbb leckesorozata lett, és szabadon elérhetővé tették online a nem-yale-es nézők számára is.
Némely hangadó a különbségre fókuszál a hedonista hagyomány között (keresni a kellemes és kerülni a kellemetlen tapasztalatokat), és az eudaimonikus hagyomány között (teljességében élni az életet egy mély és megelégedett módon). Kahneman azt mondta, hogy "amikor ránézünk az emberek mit akarnak magunknak, hogyan érik el a céljaikat, akkor látszólag jobban érdekli őket a kielégülés, mint a boldogság keresése".

### Önbeteljesítő elméletek

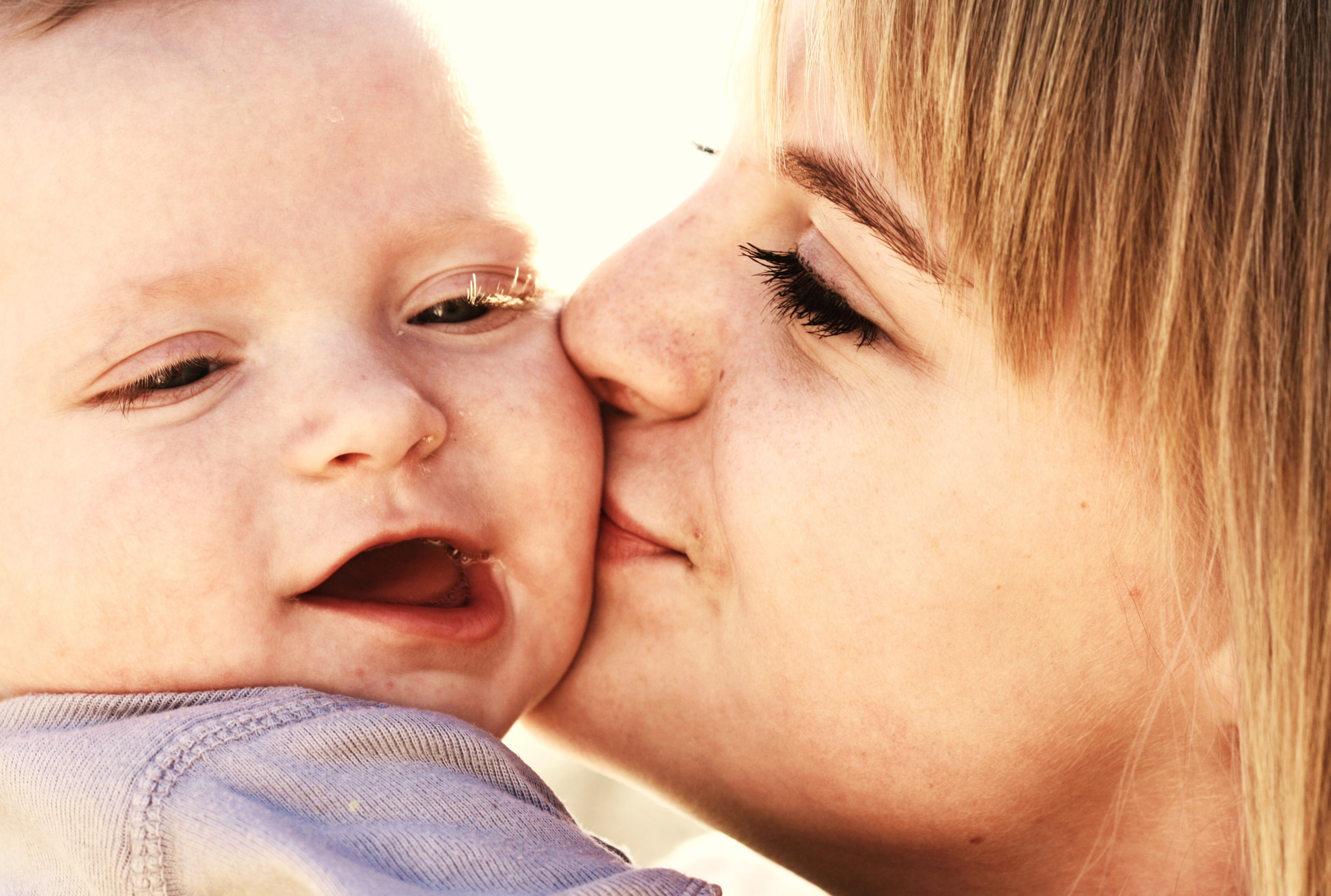
Nő, amint arcon puszil egy gyermeket

A Maslow-piramis egy olyan ábra, ami az emberi szükségleteket mutatja be, a pszichológiait és a fizikait is. Amikor egy emberi lény fellép a piramis fokain, eléri az önmegvalósítást, majd az önmeghaladást. A rutinon túl, kiteljesedést keres, Maslow különleges tapasztalatokra alapozza ezt az élményt (csúcsélmények), a szeretet kifinomult pillanatai, megértés, boldogság vagy olyan gyönyör, amin keresztül a személy teljesebbnek, élőbbnek, önfenntartóbbnak érzi magát, és mégis a világ részét képezi. Ez hasonló a flow-pszichológiához, amit Csíkszentmihályi Mihály alkotott meg. A flow fogalma egy olyan elképzelés, ami szerint miután az alapszükségleteink kielégülnek, nagyobb boldogságot nyerhetünk azáltal, hogy megváltoztatjuk a tudatosságunkat, és olyan tevékenységet keresünk, amelyben elveszítjük az idő telésének érzését. Az intenzív fókuszunk azt eredményezi, hogy minden más ügyet elfelejtünk, ami cserében pozitív érzelmeket hoz.
Erich Fromm azt mondta, hogy "A boldogság annak a jele, hogy az ember megtalálta a választ az emberi létezés problémájára: a produktív felismerése a potenciáljának és így, párhuzamosan, eggyé tud válni a világgal, és megőrzi a saját integritását is. Azzal, hogy az energiáját produktívan használja, „elég anélkül, hogy elfogyna”.

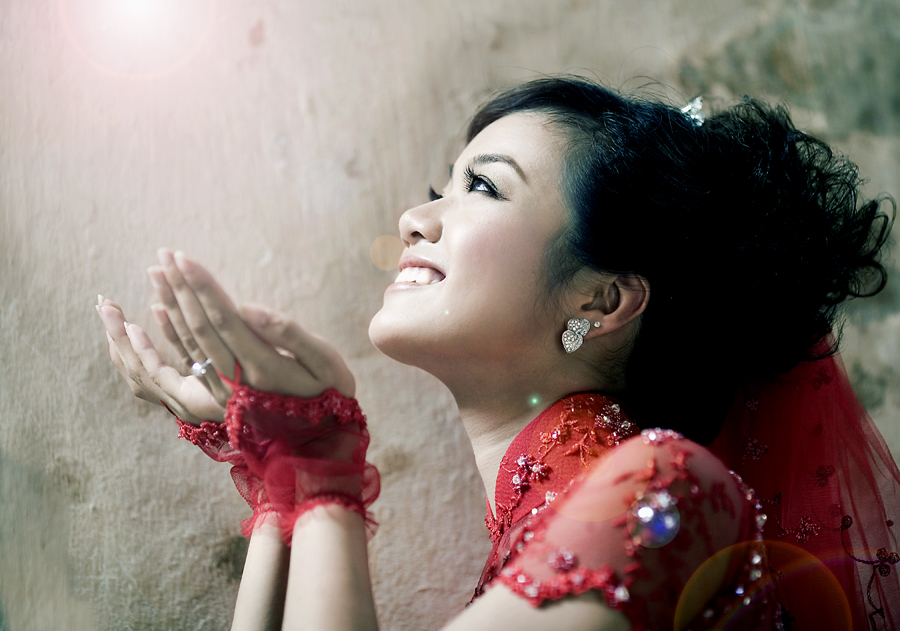
Mosolygó nő Vietnámban

Az öndeterminációs elmélet a valódi motivációt három szükséglethez köti: kompetencia, autonómia, és társas kapcsolatok.
Ronald Inglehart a kultúrák közötti boldogságkülönbségeket a Világ-Értékek Kérdőívéből (World Values Survey) nyerte. Úgy találta, hogy amilyen mértékig egy társadalom lehetővé teszi a szabad döntést, annak döntő fontossága van a boldogságunkra vonatkozólag. Amikor az alapszükségletek kielégülnek, a boldogság foka olyan gazdasági és kulturális tényezőktől függ, amik lehetővé teszik a szabad döntést abban, hogy az emberek hogyan élhetik az életüket. A boldogság függ a vallástól is azokban az országokban, ahol a szabad döntés szűkebb keretek között működik.
Sigmund Freud azt mondta, hogy minden ember a boldogságra törekszik, de a lehetőségei korlátozottak, mert „mi úgy vagyunk összetéve, hogy az intenzív örömöt csak az ellentétéből tudjuk levonni, és a dolgok tényleges helyzetéből csak kevéssé”.
A hedonizmus olyan elmélet, ami az örömöt teszi az emberi élet céljává.

### Pozitív pszichológia
2000 óta a pozitív pszichológia területe rendkívüli módon kibővült tudományos cikkekkel, és sok különféle nézetet vont be a boldogság okait kutatván, és olyan tényezőkre világított rá, amik együtt járnak a boldogsággal. Számos rövidtávú önsegítő beavatkozást fejlesztettek ki, és mutattak be, amik fokozzák a boldogságérzetet.

### Indirekt megközelítések
Számos író, Albert Camus-t és Tollét is beleírtve írt arról, hogy a boldogság keresése nem összeegyeztethető a boldogság létével.
John Stuart Mill úgy hitte, hogy az emberek nagy többségének a boldogság en passant érhető el, semmint, hogy közvetlenül keresné.. Ez nem jelentett öntudatosságot, vizsgálatot, önértékelést, gondolkodást, elképzelést az egyén boldogságáról. 
imagining or questioning on one's happiness. Hanem, ha másként szerencsés helyzetbe kerül, az egyén "belélegzi a boldogságot, a levegővel együtt."
William Inge azt mondta, hogy "egészében, a legboldogabb emberek úgy tűnik, hogy semmi különösebb okkal nem rendelkeznek arra, hogy boldogok legyenek, csak a tény van meg nekik, hogy azok. " Orison Swett Marden úgy fogalmazott "néhány ember született boldog."

### Kognitív viselkedésterápia
A kognitív viselkedésterápia (Cognitive behavioral therapy) egy népszerű terápiás módszer, amit arra használnak, hogy megváltoztassák a szokásokat, pusztán azzal, hogy a gondolatokat megváltoztatjuk. Az érzelmi szabályozásra fókuszál és sokmindent felhasznál a pozitív pszichológia gyakorlatai közül. Gyakran arra használják, hogy embereket a depresszióból vagy szorongásból kivezessenek, és azon dolgozzanak, hogyan lehet az életük boldogabb.

## Keresésének hatásai

### Pozitív
Bőségesen léteznek szekciók közötti tanulmányok a boldogságról és a fizikai egészségről, amik folyamatos pozitív kapcsolatokat mutatnak be. Az ellenőrző tanulmányok azt mutatják, hogy a boldogság keresése nem jósolja meg a hosszú életet a beteg populációkban, de nem jósolja meg a hosszú életet az egészséges népességben sem.
A depresszió sok negatív életeseményhez köthető, mint az öngyilkosság, a gyenge egészség, droghasználat, és alacsony várható életkor. Ezt kiegészítve a boldogság keresése megóv ezektől a negatív kimenetelektől.

### Negatív
June Gruber úgy érvelt, hogy a boldogság keresése előidézi az emberben, hogy érzékenyebb legyen, hiszékenyebb, kevésébé sikeres, és valószínűbbé teszi a magas kockázattal járó viselkedésmintákat is. Olyan tanulmányokat is bemutatott, amik azt mutatták, hogy a boldogság keresésének negatív hatása is lehet, mint például amikor túl nagy elvárásoknak nem tudunk megfelelni. Iris Mauss megmutatta, hogy minél inkább törekszik az ember a boldogságra, annál inkább valószínű, hogy túl nagy elvárásokat fog felépíteni magának, és csalódott lesz. Az egyik tanulmány bemutatta, hogy azok az nők, akik jobban értékelik a boldogságot, kevésbé reagálnak pozitívan a boldog érzelmekre. Egy 2012-es tanulmány úgy találta, hogy a pszichológiai szubjektív jól-lét magasabb volt azoknál az embereknél, akik egyaránt tapasztaltak pozitív és negatív érzelmeket.

## Tudományos vonatkozások
A boldogság nehezen meghatározható fogalom és minden embernek mást jelent. A boldogság tudományos megközelítésének egyik legnagyobb kihívása a fogalom meghatározása, a boldogság szó jelentéseinek, jelentéstartalmának körülírása és megértése.

### PERMA modell
Az eddig lefolytatott kutatások egyik eredménye, hogy a pénz, az iskolázottság vagy éppen az időjárás nem hatnak úgy a boldogságra, mint azt legtöbben feltételezik. A kutatók inkább szokásokat tudtak korrelálni a boldogsággal. Martin Seligman amerikai pszichológus megalkotta a "PERMA" betűszót, amely szerinte a boldogság alkotóelemeit reprezentálja: vagyis az emberek akkor boldogok, amikor jelen van a pleasure (élvezetek, mint egy finom étel, forró fürdő stb.), engagement (vagy flow-élmény, az elmélyülés egy élvezetes vagy kielégítő tevékenységben), relationships (szociális kapcsolatok, amelyek a boldogság egyik legmegbízhatóbb fokmérői), meaning (of life, vagyis az élet értelme, valamilyen felsőbb cél vagy küldetés) és végül accomplishments (eredmények, vagyis valami kézzelfogható siker).
A kutatások másik eredménye, hogy az emberek képesek saját boldogságukat önerőből fokozni. A hangulatváltozással összekapcsolható betegségek (mint pl. a depresszió) egyik magyarázata a biopszichológiai modellen alapul, amely szerint biológiai, pszichológiai és szociális tényezők egyaránt közrejátszanak a depresszióként ismert állapot kialakulásában.
Egyes kutatások a vallások szerepét vizsgálták a boldogságban, illetve a vallások, filozófiai irányzatok boldogságra adott magyarázatát elemezték. A kutatások eredménye, hogy a vallás a fent említett PERMA modell számos elemét adhatja, és ezzel hozzájárulhat az egyéni boldogságérzéshez.

### Flow-élmény
A flow-elmélet az intenzív boldogságérzés jelenségét vizsgálja, Csíkszentmihályi Mihály kutatásai alapján lett elismert pszichológiai irányvonal. Az elmélet azt a jelenséget írja le, amelynek során az ember tér- és időérzékét elveszítve egy számára örömet és kihívást jelentő tevékenységbe belefeledkezik, és ez számára boldogságérzést okoz.

### Genetika és öröklődés
A 2016-os állapot szerint nincs bizonyíték az egészségesebb szervezet által okozott boldogságra, a témát a Lee Kum Sheung Központban az Egészségért és a Boldogságért (Lee Kum Sheung Center for Health and Happiness) tanulmányozta a Harvard Egyetem egészségügyi karán.
Pozitív kapcsolatot sejtettek az agy szürkeállománya a jobb precuneus területén, és az egyén szubjektív boldogsági pontja között.
Sonja Lyubomirsky úgy becsülte, hogy az ember boldogságszintjének 50 százaléka genetikailag előre meghatározott lehet, 10 százalékot az életkörülmények alakítanak, és a maradék 40 százalék az önirányítás körébe tartozik.
Amikor genetikáról beszélünk és azok egyénekre vonatkoztatható hatásain, fontos megértenünk, hogy a genetika nem jelez előre viselkedést. Lehetséges, hogy a gének megnöveljék a valószínűségét, hogy az egyén boldogabb legyen másoktól, de nem jósolják meg 100 százalékosan a viselkedést. 
A tudományos kutatás ezen pontján, nehéz volt sok bizonyítékot találni arra, hogy a boldogságra valamilyen módon a genetika is hatással van. Egy 2016-os tanulményban Michael Minkov és Michael Harris Bond azt találták, hogy egy gén, aminek a neve SLC6A4 nem volt jó előrejelző az emberek boldogságszintjét illetően.
Másfelől számos tanulmány volt, amiben a genetikát kulcsfontosságúnak találták az emberek boldogságának előrejelzése és megértése szempontjából. Egy átfogó cikk sok tanulmányt átbeszél a genetika és a boldogság kapcsolatát illetően, és átadja a közös kutatási eredményeket. Az író egy fontos tényezőt talált, ami hatással volt a tudósok eredményeire, ami az volt, hogy hogyan történik a boldogság mérése. Például bizonyos tanulmányoknál, ahol a szubjektív jólétet mérték, mint örökölt tulajdonságot, ott ez magasabb értékben befolyásolja a boldogságot, 70-90 százalékban. Más tanulmányokban, ahol 11.500 nem kapcsolódó genotípust tanulmányoztak, és a konklúzió az öröklődés volt, ez csak 12-18 százalékos hatás volt. Ez a cikk végül úgy találta, hogy az öröklés közös százaléka körülbelül 20 és 50 százalék közötti.

## Vallási értelmezése
Azon országok népessége, ahol magas a kulturális vallásosság, általában kevésbé tulajdonítják az élettel való elégedettségüket az érzelmi tapasztalataikhoz, mint olyan országokban, ahol a hitetlenség jobban elterjedt.

### Buddhizmus
A boldogság központi témája a buddhista tanításoknak. Különböző minőségű boldogságot érezhetünk. Egy édesség elfogyasztása után rövidebb ideig tart és nem olyan intenzív, mint például az érzet, amelyet egy szülő érezhet gyermeke megszületésekor. A boldogság a nyugodt elme állapota. A különböző mentális agitációk megzavarhatják a tudat eme nyugodt, békés állapotát. Például először nagyon örülünk az új autónak, amit kaptunk, majd letargikussá válunk, amikor ellopják, vagy összetörik. Az érzések csapongó változása nem stabil boldogság. A buddhizmusban a legvégső és leghatalmasabb boldogsághoz a Nemes Nyolcrétű Ösvény vezet. Ezt megvilágosodásnak nevezik, amely az örökké tartó béke állapota. A végső boldogságot csak úgy érheti el valaki, ha túljut a sóvárgás (tanhá) minden formáján. A buddhista filozófia szerint az anyagi gazdagság, sőt még a jó baráti kapcsolatok okozta érzelmek sem okoznak örök boldogságot. Ezek is csak bizonyos ideig vannak jelen. A buddhizmus az embereket a kedvességre (mettá, muditá, karuná) és az együttérzésre buzdítja, arra hogy minden érző lénynek joga van a boldogsághoz. Segítsünk másoknak, vagy legalább ne ártsunk másoknak. A 14. dalai láma szerint – akinek több könyve is megjelent a boldogsággal kapcsolatban – az élet értelme a boldogság, ugyanis minden ember boldogságra vágyik és kerüli a szenvedést. Minden embernek joga van a boldogsághoz és mindenkinek tiszteletben kell tartania mások boldogsághoz való jogát.

### Hinduizmus
Az Advaita Védánta szerint az élet végső célja a boldogság, abban az értelemben, hogy az illető az Atman és a Brahman közötti kettősséget meghaladja, és önmaga válik az egyetlen Én-né.
Patanjali, a Jóga szútrák írója kimerítően ír az boldogság pszichológiai és ontológiai gyökereiről.

### Konfucianizmus
Menciusz, a kínai konfucionista gondolkodó, aki számos alkalommal adott tanácsot kegyetlen politikai vezetőknek Kína háborús időszakaiban, meggyőződése volt, hogy az elme közvetítő szerepet tölt be a "kisebb én" (a fiziológiai én) és a "nagyobb én" (az erkölcsös én) között, és az, hogy a fontosságot helyesen ítéljük meg e kettő között vezet a bölcsesség eléréséhez. Úgy érvelt, hogy ha valaki nem érezte a megelégedést vagy örömet az egyén "életerejének" "igaz cselekedettel" történő táplálása során, akkor ez az erő összegyűrődik (Mencius, 6A:15 2A:2). Pontosabban annak tapasztalatát említi, hogy az egyén részegítő örömet érez amikor a nagy erények gyakorlatát ünnepli, különösen a zenén keresztül.

### Judaizmus
A boldogság vagy szimchá a judaizmusban fontos eleme az Isten szolgálatának. A bibliai passzus "szolgáljatok az Úrnak örvendezéssel; menjetek eléje vígassággal" (Zsoltárok 100:2) nyomatékosítja az öröm érzését Isten szolgálata közben. A Breslovi Nachman Rabbi népszerű tanítása szerint, aki egy 19. századi haszid rabbi volt, "Mitzvah Gedolah Le'hiyot Besimcha Tamid," nagy micva (parancsolat) hogy mindig a boldogság állapotában legyünk. Amikor egy személy boldog, sokkalta képesebb az Istent szolgálni a napi tevékenységei során, mint amikor depressziós vagy feldúlt.

### Iszlám
Al-Ghazali (1058–1111), a szúfi gondolkodó írta a Boldogság Alkímiája című művet, egy olyan vallási instrukciós kézikönyvet, amit a muszlim világban ma is széles körben használnak.

### Kereszténység
A "boldogság" elsődleges jelentése számos európai nyelven jószerencsét, áldást, vagy hasonló történést is magába foglal. A görög filozófiai jelentése elsődlegesen az etikára vonatkozik.
A kereszténységben az ember végső célja a boldogság (felicitas), ami a görög eudaimonia ("áldott boldogság") latin megfelelője, amit a 13. századi filozófus-teológusa Aquinói Szent Tamás ír le Isten lényegiségét meglátó víziójában ami a következő életbe enged betekintést.
Hippói Szent Ágoston és Aquinói Szent Tamás szerint az ember utolsó célja a boldogság: "minden ember egyetért az utolsó cél vágyakozásában, ami a boldogság." Szent Tamás egyetértett Arisztotelésszel abban, hogy a boldogságot nem lehet pusztán érvekkel és cselekedetek következményeivel elérni, hanem a jó ügyekkel kapcsolatos cselekedetek keresését is megkívánja, olyan szokások elsajátítását, amelyek erénynek számítanak.
Szent Tamás szerint a boldogság egy "spekulatív műveletből, az intellektusból áll": "Ennek megfelelően a boldogság alapvetően olyan műveleten múlik, mint például az isteni dolgokon való elmélkedés." És, "az utolsó cél nem lehet az aktív élet része, ami a praktikus intellektusra vonatkozik. " Így: "Az utolsó és tökéletes boldogság, amit először is és alapvetően az elmélkedés során létezik, másodlagosan a gyakorlati intellektus művelete, ami az emberi cselekedeteket és szenvedélyeket irányítja."
Az emberi összetettség, ami például az értelemben és a felfogásban látszik, jólétet vagy boldogságot képes létrehozni, de az ilyen formája korlátozott és átmeneti. Az élet során Istenről, a végtelenül csodálatosságáról elmélkedni az akarat legnagyobb örömét jelenti. A Beatitudo, vagy tökéletes boldogség, mint teljes jól-lét nem ebben az életben érhető el, hanem a következőben.

## Társadalom és kultúra

### Gazdasági és politikai vonatkozások
Jeremy Bentham úgy hitte, hogy a nyilvános előírásoknak a maximális boldogságra kellene törekednie, és még meg is becsült egy úgynevezett "hedonikus tényezőt". Thomas Jefferson a "boldogság keresését" ugyanolyan szintre tette, mint a szabadság eszményét, az Egyesült Államok Függetlenségi Nyilatkozatában. Jelenleg sok ország és szervezet méri rendszeresen a népesség boldogságát, nagyléptékű kérdőíveken, mint amilyen a bruttó nemzeti boldogság is Bhutánban.
A közgazdaságtanban általánosan elterjedt gyakorlat a GDP és a GNP használata a kormányzati intézkedések sikerességének mérésére. Általánosságban elmondható, hogy a gazdagabb nemzetek (magasabb egy főre jutó GDP) boldogabbak, mint a szegények – de a gazdagság növekedésével nem nő egyenes arányban a boldogság. Ennek egyik magyarázata, hogy a boldogság és a vagyon között nem egyenes, hanem logaritmikus kapcsolat áll fenn – a vagyon egy százaléknyi növekedése ugyanolyan mértékű boldogságnövekedést eredményez gazdag és szegény nemzeteknél egyaránt.
A másik megállapítás, hogy a gazdasági (és politikai) szabadság nagyobb mértékben járul hozzá az egyéni boldogsághoz, mint a munkások érdekeit néző piacszabályozás, és erős szakszervezetek vagy például a szociális védőháló megléte, aminek egyik legjobb példái a volt szocialista országok, köztük Magyarország is, ahol kevésbé voltak boldogok az emberek, mint ugyanolyan szegény, de piacgazdasággal rendelkező országok lakói.
Egyes vélemények szerint a boldogságot be kellene építeni a hagyományos közgazdasági mérőszámok közé.
Egyesek szerint a boldogság egyik forrása a munkahelyi siker, amikor a sikeresség, az önmegvalósítás érzését éli át az ember.

### Kulturális értékek
A személyes boldogságot kulturális tényezők is befolyásolják. A hedonizmus erősebben kapcsolódik a boldogsághoz az individualista kultúrákban.
Az egyik elmélet az, hogy a magasabb szubjektív jól-lét a gazdagabb országokban az egyéniességet előtérbe helyező kultúrához kapcsolódik. Az individualista kultúrák a belső motivációkat magasabb fokon elégíthetik ki, mint a kollektivista kultúrák, és a belső motiváció kielégítése, a külső motivációk ellenében nagyobb szintű boldogsághoz vezethet, ami miatt az individualista kultúrákban magasabb szintű boldogságot lehet mérni.
A boldogság kulturális nézetei az idők során megváltoztak. Például a nyugati tőrődés azzal, hogy a gyerekkornak a boldogság idejének kell lennie, csak a 19. század óta van a köztudatban. Nem minden kultúra keresi a boldogság maximalizálását, és némely kultúra idegenkedik a boldogságtól. A nyugati kultúrákban úgy találták, hogy az egyéni boldogság a legfontosabb. Más kultúrák ezzel ellentétes nézeteket is vallhatnak, és idegenkedhetnek az egyéni boldogság elképzelésétől. Például az olyan emberek, akik kelet-ázsiai kultúrákból származnak, a boldogságot a másokkal való kapcsolatban keresik, és a személyes boldogságot károsnak tartják a társas kapcsolatok ápolása szempontjából.

## Fordítás
- Ez a szócikk részben vagy egészben  a   Happiness című angol Wikipédia-szócikk fordításán alapul.  Az eredeti cikk szerkesztőit annak laptörténete sorolja fel. Ez a jelzés csupán a megfogalmazás eredetét és a szerzői jogokat jelzi, nem szolgál a cikkben szereplő információk forrásmegjelöléseként.

## További irodalom
- Boehm, J K. & S. Lyubomirsky, Journal of Career Assessment. Vol 16(1), Feb 2008, 101–116.
- C. Robert Cloninger, Feeling Good: The Science of Well-Being, Oxford, 2004.
- Darrin McMahon, Happiness: A History, Atlantic Monthly Press, November 28, 2005. ISBN 0-87113-886-7
- McMahon, Darrin M., The History of Happiness: 400 B.C. – A.D. 1780, Daedalus journal, Spring 2004.
- Daniel Gilbert, Stumbling on Happiness, Knopf, 2006.
- Carol Graham (2010), Happiness around the World: The Paradox of Happy Peasants and Miserable Millionaires, Oxford: Oxford University Press.
- Hills P., Argyle M. (2002). „The Oxford Happiness Questionnaire: a compact scale for the measurement of psychological well-being. Personality and Individual Differences”. Psychological Wellbeing 33, 1073–1082. o.
- Harold G. Koenig, McCullough M, & Larson DB. Handbook of religion and health: a century of research reviewed. New York: Oxford University Press; 2001.
- Barbara Ann Kipfer, 14,000 Things to Be Happy About, Workman, 1990/2007, ISBN 978-0-7611-4721-3.
- Stefan Klein, The Science of Happiness, Marlowe, 2006, ISBN 1-56924-328-X.
- Richard Layard, Happiness: Lessons From A New Science, Penguin, 2005, ISBN 978-0-14-101690-0.
- David G. Myers, Ph. D., The Pursuit of Happiness: Who is Happy—and Why, William Morrow and Co., 1992, ISBN 0-688-10550-5.
- Martin E.P. Seligman, Ph. D., Authentic Happiness, Free Press, 2002, ISBN 0-7432-2298-9.
- Władysław Tatarkiewicz, Analysis of Happiness, The Hague, Martinus Nijhoff Publishers, 1976
- Journal of happiness studies: an interdisciplinary forum on subjective well-being, International Society for Quality-of-Life Studies (ISQOLS), quarterly since 2000, also online
- Carol Graham "Happiness Around the World: The Paradox of Happy Peasants and Miserable Millionaires", OUP Oxford, 2009. ISBN 978-0-19-954905-4 (favorable review in Science 6 August 2010)
- W. Doyle Gentry "Happiness for dummies", 2008
- Jimmy DeMesa, M.D. "BeHappy!: Your Guide to the Happiest Possible Life", 2006
- Eric G. Wilson "Against happiness", 2008
- Sonja Lyubomirsky "The how of happiness", 2007
- Niek Persoon "Happiness doesn't just happen", 2006
- Richard Layard "Happiness", 2005
- Desmond Morris "The nature of happiness", 2004
- Gregg Easterbrook "The progress paradox – how life gets better while people feel worse", 2003
- Ben Renshaw "The secrets of happiness", 2003
- Martin E.P. Seligman "Authentic happiness", 2002
- Alexandra Stoddard "Choosing happiness – keys to a joyful life", 2002
- Robert Holden "Happiness now!", 1998
- Joop Hartog & Hessel Oosterbeek "Health, wealth and happiness", 1997
- Ruut Veenhoven "Bibliography of happiness – world database of happiness : 2472 studies on subjective appreciation of life", 1993
- Neil Kaufman "Happiness is a choice", 1991
- Michael W. Eysenck "Happiness – facts and myths", 1990
- Lynne McFall "Happiness", 1989
- Michael Argyle "The psychology of happiness", 1987
- Ruut Veenhoven "Conditions of happiness", 1984
- Elizabeth Telfer "Happiness : an examination of a hedonistic and a eudaemonistic concept of happiness and of the relations between them...", 1980
- Norman M. Bradburn "The structure of psychological well-being", 1969
- Bertrand Russell "The conquest of happiness", orig. 1930 (many reprints)
- James Mackaye "Economy of happiness", 1906
- Sara Ahmed, "The Promise of Happiness", 2010